# Axylophilus yuccae
Axylophilus yuccae es una especie de coleóptero de la familia Aderidae.

## Distribución geográfica
Habita en Florida (Estados Unidos).